# Apseudes seurati
Apseudes seurati is een naaldkreeftjessoort uit de familie van de Apseudidae. De wetenschappelijke naam van de soort is voor het eerst geldig gepubliceerd in 1906 door Giuseppe Nobili. De soort werd ontdekt in Frans-Polynesië door Léon Gaston Seurat, naar wie ze is genoemd.